# Bastida Pancarana
Bastida Pancarana ist eine norditalienische Gemeinde (comune) mit 943 Einwohnern (Stand 31. Dezember 2023) in der Provinz Pavia in der Lombardei. Die Gemeinde liegt etwa 13 Kilometer südsüdwestlich von Pavia in der Oltrepò Pavese südlich des Po.

## Verkehr
Durch die Gemeinde führt die Strada Statale 35 dei Giovi von Genua nach Como.

## Persönlichkeiten
- Alfredo Pasotti (1925–2000), Radrennfahrer